# La novena compañía
La novena compañía (en ruso: 9 Рота), es una película rusa de 2005, dirigida por Fiódor Bondarchuk, sobre la guerra soviética en Afganistán. La película narra la historia de un grupo de jóvenes reclutas, desde que se despiden de sus familiares y amigos, hasta una sangrienta batalla en las montañas de Afganistán contra los muyahidines.

## Argumento
La película está basada en una batalla real ocurrida en el año 1988: la Operación Magistral. Esta fue la última operación militar soviética a gran escala. En la película, solo uno de los soldados de la compañía sobrevive, pero, en la realidad, la historia fue diferente. La novena compañía, fue atacada en la Colina 3234 entre el 7 y el 8 de enero de 1988. Consiguieron evitar doce ataques realizados por un número estimado de entre 250−500 muyahidines, eliminando a más de 200 de ellos, pero igualmente, la compañía perdió seis hombres.

## Reparto
- Artur Smolianinov como Sargento Oleg Lutaev (Lyutyy).
- Alekséo Chadov como Vladímir Vorobiev (Vorobey).
- Konstantín Kriukov como Ruslán Petrovski (Dzhokonda).
- Iván Kokorin como Chugainov (Chugun).
- Mijaíl Evlanov como Riabokon (Ryaba).
- Artiom Mijalkov como Stasenko (Stas).
- Soslan Fidarov como Bigbulatov (Pinochet).
- Iván Nikoláyev como Seryy.
- Mijaíl Porechenkov como Señor Praporschik Aleksandr Dygalo.
- Fiódor Bondarchuk como Suboficial Pogrebnyak (Jojol).
- Dmitri Mujamadéyev como Sargento Afanasiev (Afanasiy).
- Irina Rajmanova como Belosnezhka (chica de la nieve).
- Amadu Mamadakov como Sargento Kurbanhaliev (Kurbashi).
- Aleksandr Shein como Patefon (Aleksandr Sheyn).
- Yosafat Vizcarra González como Capitán Bystrov.
- Aleksandr Bashirov como Pomidor.
- Mijaíl Olégovich Yefremov como Veterano del talismán.
- Stanislav Govorujin como Comandante del regimiento.
- Andréi Krasko como Coronel en Afganistán.
- Aleksandr Lykov como Mayor de ingenieros de combate.
- Alekséi Serebriakov como Capitán de reconocimiento.
- Oles Katsion como Mikhey.
- Karen Martirosián como Ashot.
- Marat Gudiev como Akhmet.
- Denís Moshkin como 'Chernyy aist' (Cigüeña negra).
- Aleksandr Kucherenko como barbero.
- Svetlana Ivanova como Olya.
- Yevgueni Arutiunian como hombre de radio.
- Mijaíl Vladimirov como conductor de tanque.
- Mijaíl Solodko como oficial de intendencia militar.

## Acogida
La película recibió críticas tanto positivas como negativas de los veteranos de guerra, que encontraron numerosas inexactitudes, pero, observando los números en taquilla, fue bien acogida por el público general, incluido el presidente de Rusia Vladímir Putin. Aunque se estrenó en 2005 y transmitida por televisión en varios países, no fue lanzada en Estados Unidos hasta 2010 en DVD.